# Rıza Köprülü
Rıza Köprülü (* 1911 in Istanbul; † 20. Jahrhundert ebenda) war ein türkischer Fußballspieler, -schiedsrichter und -funktionär. Durch seine langjährige Tätigkeit für Galatasaray Istanbul und als dessen Eigengewächs wird er mit diesem Verein in Verbindung gebracht. Er gehörte auch zu den wichtigsten Leistungsträgern des Vereins Güneş SK, der in der Spielzeit 1937/38 überraschend alle wichtigen Titel der Türkei holte. Nach seiner Spielerkarriere arbeitete er für den Türkischen Roten Halbmond.

## Spielerkarriere

### Verein
Köprülü besuchte das Galatasaray-Gymnasium und spielte in der Jugendabteilung des Traditionsvereins Galatasaray Istanbul, der 1905 von Schülern des Galatasaray-Gymnasiums gegründet worden war. Sein fußballerisches Talent sprach sich in der Galatasaray-Gemeinde schnell herum, sodass er in der Saison 1932/33 als 21-Jähriger in den Kader der Fußballmannschaft Galatasaray aufgenommen wurde. Zum Zeitpunkt seines Eintritts in den Profikader spielte sein Verein in der İstanbul Futbol Ligi (dt. Istanbuler Fußballliga). Da es damals in der Türkei keine landesübergreifende Profiliga gab, bestanden stattdessen in den Ballungszentren wie Istanbul, Ankara und Izmir regionale Ligen, von denen die İstanbul Ligi (auch İstanbul Futbol Ligi genannt) als die Renommierteste galt. Trotz seines jungen Alters kam er in vier Ligaspielen zum Einsatz. 
Für Galatasaray spielte Köprülü erst bis zum Sommer 1933. Nachdem es 1933 innerhalb des Vereins zu einer Kontroverse gekommen war, verließ etwa die Hälfte des Mannschaftskaders den Verein und gründete den Konkurrenzverein Güneş SK. Nach dieser Spaltung verlor Galatasaray Mannschaft den Anschluss an die Tabellenspitze und blieb bis in die Saison 1948/49 ohne Titelgewinn in der Istanbuler Meisterschaft. Lediglich in der Saison konnte der Titel in der Millî Küme gewonnen werden, einer Art Meisterschaftsturnier, an der die Mannschaften der drei Großstädte Istanbul, Ankara und Izmir teilnahmen.
Köprülü gehörte zu der Fraktion die nach dem Disput Galatasaray verließen und sich unter dem neuen Verein Güneş SK versammelten. Bei Güneş etablierte sich Köprülü schnell als Stammspieler. Mit diesem Verein beendete er Saison 1936/37 hinter Fenerbahçe und vor Galatasaray als Vizemeister. Köprülü absolvierte in dieser Saison als Leistungsspieler alle Ligaspiele seiner Mannschaft. In der Saison 1937/38 gelang Köprülüs Mannschaft der Titelgewinn der Istanbuler Liga. Neben der Istanbuler Meisterschaft konnte in dieser Saison auch der Titel in der Millî Küme gewonnen werden, einer Art Meisterschaftsturnier, an der die Mannschaften der drei Großstädte Istanbul, Ankara und Izmir teilnahmen. Dadurch holte Köprülüs Mannschaft in dieser Saison alle wichtigen Titel der Türkei. In dieser Meisterschaftssaison fügte man auswärts Galatasaray eines der herbsten Niederlagen der Vereinsgeschichte zu. So wurde der Verein aus dem sich Güneş gründete und einige Gründungsmitglieder ausgewiesen wurden in der Ligapartie der Millî Küme vom 20. März 1938 mit 0:7 geschlagen.
Güneş nahm zwar nach dieser Meisterschaftssaison wieder an der Istanbuler Liga teil, löste sich aber überraschend nach dem 4. Spieltag auf. Diese Vereinsauflösung ging mit einer Streitbeilegung mit Galatasaray einher. Nach dieser Vereinsauflösung trat der Großteil des Kaders wieder Galatasaray bei, drunter Köprülü. Für Galatasaray spielte er eine Spielzeiten lang. An Titeln konnte Köprülü mit Galatasaray nur in der Saison 1938/39 die Meisterschaft der Millî Küme holen.

### Nationalmannschaft
Köprülü begann seine Nationalmannschaftskarriere 1937 mit einem Einsatz für die türkische Nationalmannschaft im Testspiel gegen die Jugoslawische Nationalmannschaft. Mit dieser Begegnung absolvierte er sein erstes und einziges Länderspiel.

## Erfolge
Mit Güneş Istanbul
- Meister der İstanbul Futbol Ligi: 1937/38
- Vizemeister der İstanbul Futbol Ligi: 1936/37
- Meister der Millî Küme: 1938

Mit Galatasaray Istanbul
- Meister der Millî Küme: 1939